# Publishers Weekly
Publishers Weekly (транскр.  Pablišer vikli) je američki nedeljni časopis namenjen izdavačkim kućama, bibliotekama, knjižarama, distributerima knjiga i književnim agentima. Neprekidno izlazi od 1872. godine i objavljuje se 51 put godišnje, a njegov slogan je „The International News Magazine of Book Publishing and Bookselling“ (Međunarodni informativni časopis za izdavanje i prodaju knjiga).
Časopis se uglavnom bavi knjižarama, dizajnom i izradom knjiga, komercijalizacijom, marketingom, promocijom, kao i člancima koji uključuju intervjue sa piscima i kolumnama o autorskim pravima vezanim za filmove, ključnim ličnostima iz industrije i najprodavanijim knjigama.

## Referenca
1. ↑  Batten, Donna, ур. (2017). Gale directory of publications and broadcast media. 2 (153 изд.). Gale. стр. 1629. ISBN 978-1-4144-8810-3. ISSN 1048-7972. Приступљено 2023-09-20. „Circ: Paid 24000.”
2. ↑  „Book Reviews, Bestselling Books & Publishing Business News – Publishers Weekly”. PublishersWeekly.com. Архивирано из оригинала 11. 4. 2015. г. Приступљено 12. 4. 2015.